# Алфред Хетнер
Алфред Хетнер (на немски: Alfred Hettner) е германски изследовател и географ.

## Биография

### Произход и образование
Роден е на 6 август 1859 година в Дрезден, Саксония, в семейството на известния литературовед и изкуствовед Хелман Хетнер. Получава докторска степен от Страсбургския университет, а по-късно учи в Университета в Лайпциг при Фердинанд фон Рихтхофен и Фридрих Ратцел.

### Научна дейност (1882 – 1894)
Хетнер се заема с трудната задача да определи мястото на географията в системата на науките. Той приема, че географията е пространствена (хорологична) наука, като изхожда от контианската идеалистична философия за разделянето на науките на систематични. Стремейки се да определи мястото на географията в общата система от науки, Хетнер не може да определи правилно пътя за решаването на този въпрос. Като отстоява единството на географията, той не вижда единството на материалния обект, изучаван от нея.
През 1882 – 1884 година изследва централните части на Източните Кордилери в Колумбия с дължина над 400 км, между 4º 38` – 8º с.ш. През 1888 – 1890 година посещава Перуанските и Централните Анди, езерото Титикака и на югоизток от него Кордилера Реал. След завръщането си от Южна Америка публикува отчетите от пътуването си, които привличат към младия учен вниманието на научното общество. Интересите му са разнообразни – от геоморфология и климатология до социално-икономическа география и картография.

### Следващи години (1894 – 1941)
От 1894 до 1899 година Хетнер е професор в Лайпцигския университет, а от 1899 до 1928 преподава в Университета в Хайделберг. През 1895 година основава списанието „Географише Цайтшрифт“, на което е главен редактор в продължение на 40 години.
През 1908 година пътешества в Египет, през 1912 година – в Алжир и Тунис, а в периода 1913 – 1914 година – в Южна и Източна Азия.
От 1920 до 1931 година възглавява Хайделбергския отдел на Германското колониално дружество, организация, занимаваща се с изучаване на въпросите, свързани с германските колонии.
Умира на 31 август 1941 година в Хайделберг на 82-годишна възраст.

## Научни приноси
Хетнер обобщава на теоретично ниво и подкрепя с голямо количество фактически материал, създадената по-рано от Карл Ритер хорологична концепция. Той счита, че обект на изучаване от географията е земното пространство със запълващите го и взаимодействащи си помежду си предмети и явления. Връзките между тях, имат ландшафтна, причинно-следствена природа. Към подобни географски системи Хетнер причислява и човешкото общество. Отделните уникални съчетания между тези или онези обекти и явления на определена територия довеждат до появяването на географски пространства, които са обекти на изучаване от страна на странознанието.
Идеите на Хетнер намират признание в англо-американските географски школи, докато в бившия Съветски съюз са обявени за лъженаучни и са остро критикувани.

## Трудове
- „Die Einheit der Geographie in Wissenschaft und Unterricht“ (1919);
- „Methodische Zeit- und Streitfragen“ в „Geographische Zeitschrift“, Bd. 29 (1923);
- „Die Geographie. Ihre Geschichte, ihr Wesen und ihre Methoden“ (1927);
- „Vergleichende Länderkunde“ (Bd 1 – 4, 1933 – 35);
- „Gesetzmäßigkeit und Zufall in der Geographie“ (1935);
- „Algemeine Geographie des Menschen“ (Bd 1 – 3, 1947 – 57), посмъртно.